# Hammouda Ben Ammar
Pour les articles homonymes, voir Famille Ben Ammar.
Hammouda Ben Ammar (arabe : حمودة بن عمار), né le 14 mars 1948 à Tunis, est un handballeur et une personnalité du football tunisien.

## Biographie
Natif du quartier tunisois de Bab Jedid, titulaire d'un doctorat de droit obtenu à la faculté de droit de Paris, il joue au sein de la section de handball d'un club omnisports de Tunis, le Club africain.
Par la suite, il préside le club entre 1994 et 1996 avant de prendre la tête de la Fédération tunisienne de football entre 2002 et 2006.
Durant son mandat, la sélection nationale de football obtient son seul titre continental, la coupe d'Afrique des nations 2004.

## Distinctions
- Grand-officier de l'Ordre national du Mérite (Tunisie, 1er juillet 2003)[2].